# 長谷川友子
長谷川 友子（はせがわ ともこ、1975年（昭和50年）11月1日 - ）は、沖縄県在住のローカルタレント、ミュージシャン。愛称は「モコちゃん」。血液型はO型。

## 経歴など
長崎県壱岐市出身。高校卒業後福岡へ移り、学生生活を終えるとRKBラジオのラジオカー「スナッピー」キャスタードライバーとなった。
この頃から得意の物真似を活かしたレポートで人気を博す。物真似のレパートリーは田中真紀子、クレヨンしんちゃん（野原しんのすけ）、ちびまる子ちゃんの山田、鬼束ちひろなど幅広く、ラジオのイベントでは度々原口あきまさと対決、「黒板消しクリーナー」で勝利している。
3年間の「スナッピー」任期満了後もRKBと専属契約する形で残り看板レポーターとして活躍。特に野球終了後のヤフードーム5番ゲート中継では酔っ払いをちぎって捨てるような毒舌レポートが受け、『ユアヒットパレード』の「銭湯からこんばんは」コーナーでの入浴しながらのレポートでは、男性浴場へ突撃し「今日の男風呂は3本です」と毎回男性を本数で表現。開けっぴろげの下ネタだがいやらしさがなく好評だった。日曜から月曜までレギュラー5〜6本のフル稼働状態だった時期もある。
自身がパーソナリティを務めた『門馬良のこころ鏡うた鏡』ではメインパーソナリティを務める演歌歌手の門馬良と「もんモコ」を結成し、CDシングル「ふくおかラプソディ」を発売。リスナーを中心に長く愛され、通信カラオケDAMにも収録された。愛・地球博の公認ソング「日本まるごと!万博音頭」では「AMラジオオールスターズ」の福岡代表として歌い、DVDにも出演している。

### 結婚し沖縄へ移住・沖縄ローカルタレントとして
次世代のRKBラジオを背負って立つ人物と期待されていたが、沖縄在住のミュージシャンである東風平愛郎（アイタカ）と結婚。これを契機とし2006年3月をもってRKBを卒業、沖縄に移住し同地で農業をしながらスローライフを満喫していた。
このまま復帰はないのかと思われたが、2007年4月より夫とのユニット「アイモコ」での活動が本格始動。ラジオ沖縄(ROK)の番組『チャットステーションL』で当時産休中だった玉城美香のピンチヒッターとし起用されたことをきっかけに、同年4月14日よりROKで『ハルサーミュージシャン アイモコの音楽農園』がスタート、ラジオに本格復帰。
この傍ら、2022年からはチェコ親善アンバサダーをつとめている。
2024年現在では、福岡での活動期間よりも沖縄での活動期間が長くなっている。
同年、10数年ぶりにRKBラジオへの出演を果たした際、共演したスナッピーキャスタードライバーの16期後輩で沖縄・那覇市出身の神谷留菜からは「沖縄ではモコちゃんのことを知らない人はいないくらい大活躍されている」と評されている。

## エピソード
- 愛称の「モコ」は『ホークス歌の応援団』の番組内で募集、100近くの応募の中からあべやすみも押していた「モコ」に決まる。
- 映画『チルソクの夏』のファンだったことからファンサイト「チルソク文化祭」を立ち上げ、それがきっかけでこの作品を手掛けた映画監督の佐々部清との交流が始まった模様。下関と福岡が舞台の映画『カーテンコール』（藤井隆主演）には伊藤歩の同僚役で出演している。
- 実家の旅館は「海老館」といい、ビッグコミックスピリッツ連載『奈緒子』にも登場し漫画に登場する西浦監督の外見は、彼女の父親をモデルにしたとされる。
- 容姿が似ているタレント、いとうあさこの「そっくりさん」として本人公認を得ている[4]（後述）。
- またこれに関連して、「アイモコ」の相方でもある夫の東風平愛郎が、お笑いコンビ「千鳥」のノブに容姿がそっくりで、モコも相方の大吾に似ていることから、モコが大吾ふうに男装し登場する「お千鳥夫婦」なるネタを持っており、その姿で沖縄テレビにおける『FNS27時間テレビ』の番宣に登場したことがある。

## 現在の出演番組

### テレビ
- ウチナーアットホームTV ゆがふぅふぅ（沖縄テレビ）

### ラジオ
- アイモコの音楽農園（ラジオ沖縄）
- MUSIC SHOWER Plus+（金曜担当、2023年4月7日から）（RBCiラジオ）

## 過去の出演番組

### テレビ
- はぁと日和（RKB毎日放送発JNN九州ブロックネット、レポーター）
- 畑のうた（テレビ東京）
- エイカーズ グランドマスター　- 田路五月 役

### ラジオ
RKBラジオ
- 門馬良のこころ鏡うた鏡
- ホークス歌の応援団
- 今夜もケセラ
- スナッピー50th Anniversary ありがとう!そしてこれからも!（特番、前半のみ）
ここまではパーソナリティとして。以下はレポーター
- 坂口卓司のラジコミ。 - レポーターとして出演
- 歌謡曲ヒット情報 - レポーターとして出演
- あべちゃんトシ坊!こりない二人 - レポーターとして出演
- ユアヒットパレード - 「長谷川友子のタクシーリクエスト ヘイ!タクシー」など。
- サンデースイングライフ - レポーターとして出演
- 大作・高子の今夜もドスコイ! - レポーターとして出演
- 池田親興のまんてんサんデー - 「長谷川友子の街角まんてん歌自慢」を担当

ラジオ沖縄
- Yummy!うわさのキッチン パーソナリティー（木・金担当）

青森放送
- 土曜ワラッター（電話出演）

## CM
- イオン琉球（旧・琉球ジャスコ）「ジャスコ マックスバリュ 水曜市」（2008年）〜

## 主な楽曲
- ふくおかラプソディ（2002年12月、門馬良と『もんモコ』として）
- 日本まるごと!万博音頭（2005年1月26日、『伊藤秀志 with AMラジオオールスターズ』として）

## 映画
- カーテンコール（主人公の同僚役）
- カフェオレ（アナウンサー役）

## 親交のある有名人
- 伊東たけし - 親戚
- 門馬良 - 「もんモコ」の相方
- 佐々部清 - 故人
- ヒーマン - ラジオ番組で共演していた。故人。
- 鬼橋美智子
- 仲谷一志 - 福岡時代に共演しており、舞台で共演することもある[3]。
- 坂口卓司 - 元RKBアナウンサー。初鳴き、RKBでの最終リポート双方に番組パーソナリティとして立ち会った。
- いとうあさこ - 容姿が似ており、「そっくりさん」としての本人公認をきっかけに交流がある[4]。

等